# Franja Partizánkórház

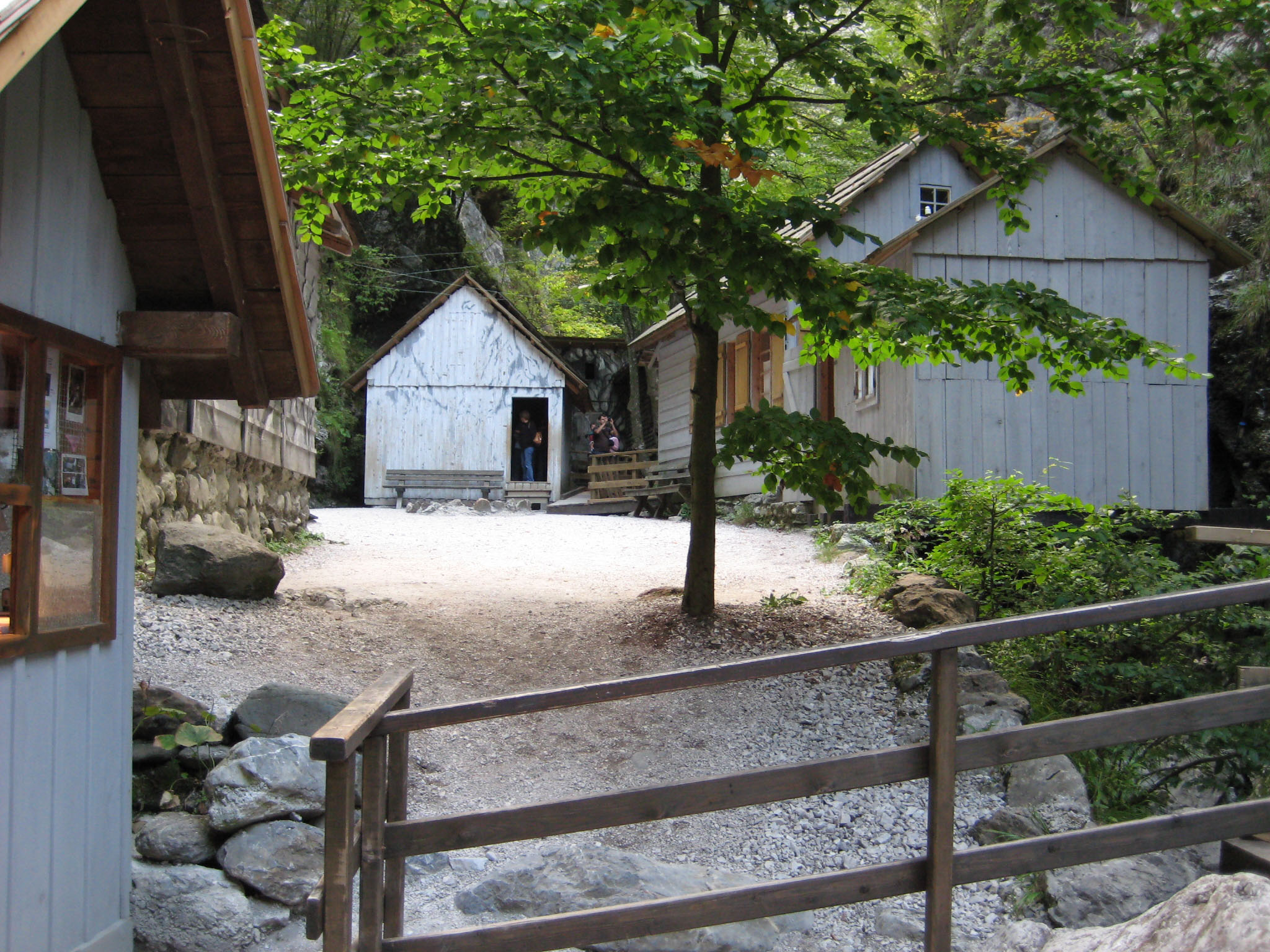
A kórház bejárata (a vihar előtt)

A Franja Szlovén Katonai Partizánkórház (SVPB-F; 536 m) kórház volt, mely a második világháború alatt, 1943 telétől 1945 májusáig működött Szlovéniában, a Cerkno melletti, Dolenji Novaki faluhoz közeli, nehezen hozzáférhető Pasica hegytorokban.

## Történelem
A kórház a szlovén partizán katonaság 9. hadtestének operatív területén lett felépítve, a sebesültek és a komolyabb betegek gyógyítására. A kórház egyik orvosa, dr. Franja Bojc Bidovec által lett elnevezve. Több kis részlegre volt osztva, melyek szét voltak szórva a környező területen. A működése alatt kb. 1000 harcos került az intézménybe, úgy a valamikori Jugoszlávia területéről, mint a szövetségesek oldaláról. A háború után történelmi emlékműnek és turistalátványosságnak ismerték el, elnyerte az európai örökség megjelölését, valamint az amerikai pilóta-veteránok elismerését.
2007. szeptember 18-án egy erős árvíz teljesen tönkretett a 16 barakk közül 14-et. A házfelügyelőnek, aki a vihar ideje alatt a kórházban tartózkodott, alig sikerült megmenekülnie. Az eredeti helyszínen megmaradt csak az 1-es barakk (sebesültek és bunker) meg a 9-es (sebesültek és asztalos műhely). Az árvíz továbbá elvitte majdnem az összes tárgyat amely megmaradt a második világháborúból. Nmesokára a vihar után elkezdték a renovációt. A régi barakkok helyére másolatokat építettek, a megmaradt tárgyak pedig jelenleg a Cerknoi Múzeumban láthatók.
A kórház újból megnyílott 2010 májusában.
A kórház emlékére minden év júniusában megtartják a Franja kerékpármaratont (156 km), mely Ljubljanában kezdődik és végződik.

## Létesítmények

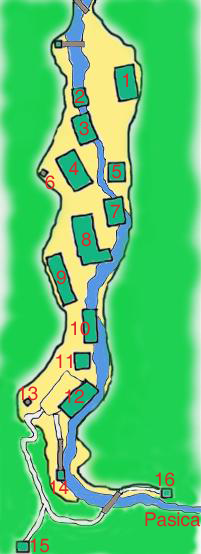
Létesítmények

A kórház területén fekvő létesítmények számokkal vannak megjelölve.
1. Barakk a sebesülteknek és bunker
2. Fertőzőosztály
3. Műtéti barakk
4. Szoba az orvosoknak és szoba a sebesülteknek
5. Röntgen-barakk
6. Hordágy raktár
7. Konyha
8. Sebesültek és kantin
9. Raktár, műhely, szoba a sebesült tiszteknek, a népbiztos irodája
10. Alkalmazottak barakkja
11. Mosdó és fürdőszoba
12. Rokkantak otthona
13. Víztartály
14. Áramközpont
15. Végtagok eltemetésére szánt hely
16. Menedékhely a sebesülteknek